# Stephen Cox
Stephen Cox (ur. 29 września 1991 w Harare) – zimbabwejski wioślarz i brytyjski żołnierz, olimpijczyk z Paryża 2024.
Mieszka w Henley-on-Thames w Wielkiej Brytanii. Jest kapralem British Army.

## Udział w zawodach międzynarodowych
| Impreza              | Rok  | Gospodarz  | Wynik   | Wynik           |
| Impreza              | Rok  | Gospodarz  | jedynka | dwójka podwójna |
| -------------------- | ---- | ---------- | ------- | --------------- |
| Igrzyska olimpijskie | 2024 | Paryż      | 29      | –               |
| Mistrzostwa świata   | 2017 | Sarasota   | 29      | –               |
| Mistrzostwa świata   | 2018 | Płowdiw    | –       | 20              |
| Mistrzostwa świata   | 2019 | Ottensheim | –       | 28              |
| Mistrzostwa świata   | 2022 | Račice     | 30      | –               |
| Mistrzostwa świata   | 2023 | Belgrad    | 34      | –               |